# Лейбу Левін
Лейбу Левін (Лев Йосипович Левін; 1914, Кимполунг (Молдовенеск), Австро-Угорщина — 7 лютого 1983, Герцлія, Ізраїль) — відомий виконавець пісень на їдиш, читець і композитор, автор пісень на вірші сучасних єврейських поетів — Мангера, Бялика, Дриза, Гальперна, Хараца та інших.

## Біографія
1919 року родина переїхала до Черновіців (Чернівці). Левін співав у синагогальному хорі у знаменитого кантора і композитора Піні Спектора, наприкінці 1920-х — початку 1930-х років був студентом учительської семінарії. В 1934-40 роках виступав містами Румунії з художнім читанням творів єврейських письменників і поетів, виконанням пісень. У репертуарі Левіна були народні пісні, а також пісні, написані на вірші єврейських поетів їм самим. Журналіст доктор Майєр Ебнер писав про творчість Левіна 1935 року: «Лейбу Левіна потрібно не тільки слухати — його треба бачити. Треба чути і бачити його, коли він у затемненому залі вдихає у чужу поезію свою палаючу, то тріумфуючу, то тужню юну душу… Такий талант зустрічається так само рідко, як золото, й він так само цінний».
1939 року в Чернівцях вийшла збірка «Зэкс шлофлидэр» («Шість колискових»; перевидана у Реховоті 1969 р.) з мелодіями Левіна. Стараннями Левіна 1939 року там же вийшла друком збірка пісень З. Бардічевера, єврейського трубадура з Бєльці (Бессарабія).
1941 року був мобілізований, потім направлений у трудармію, до Молотова (Перм). Тут познайомився з Дмитром Журавльовим і виступав разом з ним по уральським військовим шпиталям. 24 вересня 1942 року заарештований за безпідставним звинуваченням у шпигунстві (на користь Румунії), 8 травня 1943 року засуджений на 15 років виправно-трудових таборів, до 1956 року перебував в ув'язненні в радянських таборах. Після реабілітації оселився у Москві, працював з Нехамой Ліфшицайте, виїжджав з концертами до міст з єврейським населенням.
1972 року Левін репатріювався в Ізраїль, виступав на естраді, писав пісні, зокрема зі словами на івриті. Про читання Левіним байок Еліезера Штейнбарга в єрусалимському клубі «Цавта» розповів Манфред Вінклер: «Він зумів пожвавити й байки Е. Штейнбарга — цікаві, окрилені фантазією, гумором і тонкою іронією: людський зоопарк, де автор бичує пороки суспільства з посмішкою розуміння на вустах. У якийсь момент мені здалося, що на сцені стоїть чарівник, зачаровує мене і самого себе музичними байками Штейнберга. Це була людина з палаючими очима, ніби охоплений потужним потоком вірша, де про одвічні біди людства говорилося легко, з посмішкою… Ми знову змогли почути того Левіна, що приваблював нас у концертах тридцятих років».
Левін перевів на ідиш (з німецької) вірші загиблої від рук нацистів юної поетеси з Чернівців Зельми Меербаум-Айзінґер (1924-42), до шести з цих віршів він написав музику (була опублікована разом з усіма перекладами в книзі З. Меербаум-Айзингер «Лидэр» /«Вірші»/, Т.-А., 1978). 1980 року в Тель-Авіві вийшов у світ збірник пісень Л. Левіна «Ин дэр вэлт фун гэзангэн» («У світі пісень»). 1990 року там же — посмертна збірка «Ал ашер ло хайя» («Про те, чого не було»), що представляє шість пісень, написаних Левіним на вірші поетів, які пишуть на івриті. 2005 року — Антологія «Лейбу Левин. Ворт ун нигн (Слово і музика)», що включає в себе сорок дев'ять пісень на вірші двадцять одного поета на ідиш, передмова й епілог, фотографії та малюнки. Тексти пісень наведено ідишем, англійською та івритом.

## Життєпис
- 1919 — переїзд у Черновіці (сучасні Чернівці), півчий у синагогальному хорі
- кінець 1920-х — початок 1930-х — єврейська учительська семінарія
- 1932—1941 — гастролі територією Румунії
- 1941 — покликаний до армію, потім переведений у трудармію і спрямований у м. Молотов (Перм)
- 1942 — арештований за звинуваченням у шпигунстві на користь Румунії
- 1942—1956 — ув'язнений (Тайшет, Ухта)
- 1972 — репатріація в Ізраїль